# Democracia multirracial
A democracia multirracial é um sistema político democrático multirracial.É citado como aspiração na África do Sul após o apartheid e como existente para os Estados Unidos.

## Leituras adicionais
- Chamberlin, Christopher (2021). «The Impossibility of Multiracial Democracy». Postmodern Culture. 32 (1). ISSN 1053-1920. doi:10.1353/pmc.2021.0011
- Drutman, Lee (2021). «Elections, Political Parties, and Multiracial, Multiethnic Democracy: how the United States Gets It Wrong». New York University Law Review. 96. 985 páginas
- Eyoel, Yordanos (2022). «The Role of Proximate Democracy Entrepreneurship in Building a Multiracial Democracy». Nonprofit Policy Forum (em inglês). ISSN 2154-3348. doi:10.1515/npf-2021-0046
- Gibson, James L. (2015). «Apartheid's Long Shadow: How Racial Divides Distort South Africa's Democracy». Foreign Affairs. 94. 41 páginas
- Henry, Charles P.; Allen, Robert; Chrisman, Robert (2011). The Obama Phenomenon: Toward a Multiracial Democracy (em inglês). [S.l.]: University of Illinois Press. ISBN 978-0-252-03645-3
- Ivery, Curtis; Bassett, Joshua (2011). America's Urban Crisis and the Advent of Color-Blind Politics: Education, Incarceration, Segregation, and the Future of the U.S. Multiracial Democracy (em inglês). [S.l.]: Rowman & Littlefield Publishers. ISBN 978-1-4422-1101-8
- Rugh, Jacob S. (2020). «Why Black and Latino Home Ownership Matter to the Color Line and Multiracial Democracy». Race and Social Problems (em inglês). 12 (1): 57–76. ISSN 1867-1756. doi:10.1007/s12552-019-09275-y